# Herons Basket Montecatini
Herons Basket Montecatini è una società di pallacanestro maschile con sede a Montecatini Terme. L'acronimo MTVB deriva da Montecatini Terme Valdinievole Basket.

## Storia
Fondata nel 2021, la squadra nasce con l’intento di rilanciare la tradizione cestistica montecatinese, erede di una lunga storia legata allo Sporting Club Montecatini Terme.  

### Stagione 2022-2023
Al debutto in Serie B, il club inserisce nel roster giocatori di esperienza come Adrian Chiera e Marco Arrigoni, mentre Gianluca Carpanzano rientra gradualmente da un infortunio. La formazione ottiene tredici vittorie consecutive, primato stagionale nei campionati nazionali, e chiude la regular season con sedici successi in diciassette gare. Questo piazzamento consente l’accesso sia ai playoff per la promozione in Serie A2 sia alla neonata Serie B Nazionale.  
Nei quarti di finale, gli Herons affrontano l’Orzinuovi, formazione favorita per il salto di categoria, uscendo sconfitti dopo una serie equilibrata. La stagione è caratterizzata anche da risultati di rilievo come la vittoria esterna contro la Pielle Livorno, il successo su Vigevano, la trasferta vincente a Omegna con diversi giocatori indisponibili e la vittoria in volata contro Piombino. In occasione dell’ultima giornata di campionato, circa 300 tifosi seguono la squadra a Pavia, celebrando la qualificazione ai playoff.

### Ambassador del progetto
Mario Boni, ex giocatore e simbolo del basket montecatinese, è Ambassador del progetto Herons Basket. Nel corso della sua carriera ha superato i 20.000 punti segnati in partite ufficiali, disputato undici stagioni con il Montecatini Sporting Club realizzando 8.742 punti e conquistando quattro promozioni, oltre a vincere il titolo di miglior marcatore della Serie A1 nella stagione 1993-94.

## Colori e simboli
I colori sociali sono il rosso e il blu, riprendendo la tradizione cestistica cittadina che risale al 1949 con la nascita dello Sporting Club Montecatini Terme. Il logo raffigura un airone, simbolo della città e dell’area della Valdinievole, territorio che comprende undici comuni per un totale di circa 120.000 abitanti.

## Carta dei valori e codice etico
Dalla fondazione, la società adotta un documento interno denominato “Carta dei Valori – Codice Etico”, che espone i principi guida dell’attività del club. Il testo definisce norme e impegni in materia di sostenibilità, inclusione, rispetto delle regole sportive, salute e benessere degli atleti, coinvolgendo dirigenti, tesserati, collaboratori e partner.

## Campo di gara
La squadra disputa le partite casalinghe al PalaTerme di Montecatini Terme, inaugurato nel 1991 e con una capienza di 5 200 posti (ridotta a circa 2.800 in base alle normative vigenti). Per la stagione 2024-25, a causa di lavori di manutenzione straordinaria al palasport, gli Herons giocano temporaneamente al PalaTagliate di Lucca.

## Organigramma societario
- Presidente: Andrea Luchi
- Vice presidente: Davide Zinanni
- Club Manager: Ambra Baldi
- Team Manager: Stefano Panelli
- Segreteria: Claudia Ponziani
- Dirigente addetto agli arbitri: Antonio Celli
- Responsabile campo: Matteo Guinicelli
- Marketing: Gianluca Meucci
- Comunicazione: Filippo Laico
- Comunicazione social e organizzazione: Matteo Guinicelli
- Grafica e creatività: Ilaria Giordano
- Fotografo ufficiale: Francesco Danti

## Roster 2025-2026
Aggiornato al 14 agosto 2025.
|    | Naz.                                           | Ruolo | Sportivo            | Anno | Alt. | Peso | Note |
| -- | ---------------------------------------------- | ----- | ------------------- | ---- | ---- | ---- | ---- |
| 2  | Italia (bandiera) · Rep. Dominicana (bandiera) | PG    | Alberto Benites     | 1997 | 180  | 79   |      |
| 3  | Italia (bandiera)                              | PG    | Filippo Rossi       | 1997 | 193  | 87   |      |
| 9  | Lituania (bandiera)                            | A     | Lukas Aukstikalnis  | 1995 | 196  | 88   |      |
| 8  | Italia (bandiera)                              | A     | Nicola Natali (C)   | 1988 | 201  | 94   |      |
| 11 | Italia (bandiera)                              | A     | Nicola Mastrangelo  | 1996 | 196  | 96   |      |
| 12 | Italia (bandiera)                              | PG    | Antonello Ricci     | 1992 | 190  | 82   |      |
| 15 | Mali (bandiera)                                | C     | Youssouf Kamate     | 2006 | 208  | 97   |      |
| 16 | Italia (bandiera)                              | A     | Riccardo Chinellato | 2000 | 198  | 95   |      |
| 18 | Italia (bandiera)                              | G     | Daniele Dell'Uomo   | 1998 | 190  | 95   |      |
| 33 | Italia (bandiera)                              | A     | Giorgio Sgobba      | 1992 | 202  | 102  |      |
| 45 | Italia (bandiera)                              | C     | Yannick Giombini    | 2001 | 202  | 97   |      |

### Staff tecnico
- Capo allenatore: Federico Barsotti
- Vice allenatore: Alessio Marchini
- Assistente: Gabriele Carlotti
- Assistente: Simone Petrolini
- Preparatore fisico: Alessandro Miotti

### Staff medico
- Medico sociale: Massimo Bartolommei
- Fisioterapisti: Andrea Bolchi, Stefano Mariottini
- Osteopata: Valerio Zucconi
- Consulente ortopedico: Lorenzo Sensi
- Consulente sanitario: Luca Barni

## Palmarès
- Coppa Italia LNP di Serie B: 1

2024